# Яне Санданський

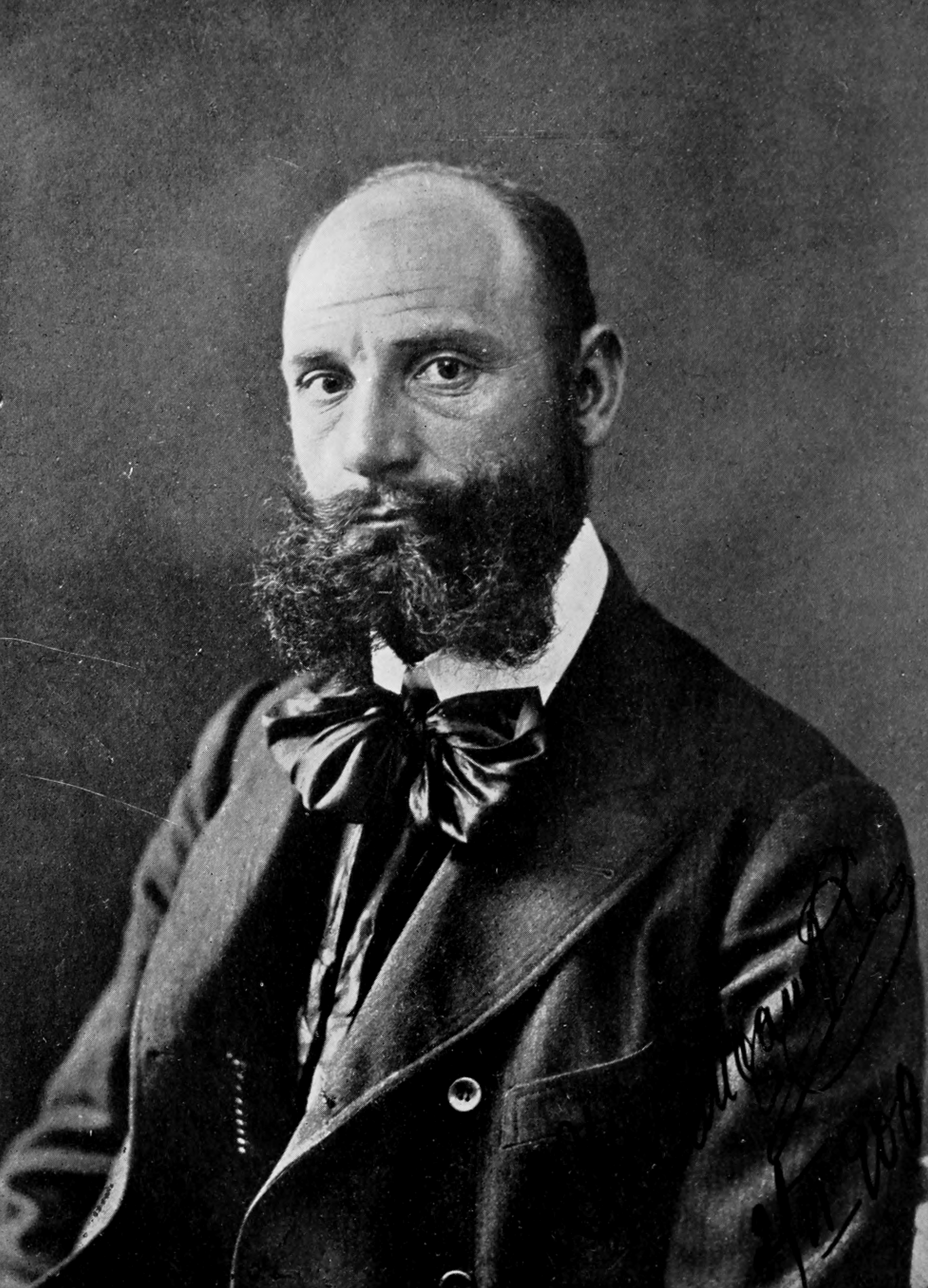
Яне Санданський

Яне Іванов Санданський (болг. Яне Иванов Сандански, 18 травня 1872 село Влахи, Османська імперія — 22 квітень 1915 Роженський монастир, Болгарія) — болгарський революціонер, один з керівників ВМОРО, вважався вождем «лівого крила» македонського руху.

## Біографія

### Молоді роки
Яне Санданський — уродженець хутора (махали) Шемет, що належав до македонському селу Влахи. Його мати Мілка Санданська була дочкою влахского парафіяльного священика Стойко Харізанова. Батько — Іван Санданський. Син (третя дитина в сім'ї) був названий на честь батька, і для відмінності звався зменшувальним ім'ям Яне. Під час Російсько-турецької Визвольної війни сімейство проживало в Благо́євграді. У 1878 р Іван Санданський взяв участь в Кресненсько-Разложскому повстанні. Коли ж повстанці в наступному році були розбиті турками, Санданські переселилися з под'яремного Благо́євграда в Дупніцу, яка увійшла до складу Болгарського князівства.
У Дупніці Яне Санданський завершив початкову освіту і провчився два роки в місцевій прогімназії. В продовження свого навчання Санданський підробляв підмайстром у дупніцкого ремісника. У 1892—1894 роках служив в болгарській армії. Проходив строкову службу в 13-му піхотному полку в Кюстенділе. Вийшов у запас єфрейтором, після чого влаштувався працювати помічником адвоката Спаса Харізанова … У 1895 р Санданський вступив в повстанську організацію, організовану Верховним Македонським комітетом (т. зв. «Верховістамі»).
У 1899 р Санданський, спільно з Гоце Делчева і Дорче Петровим, створили Таємну Македонського-одрінськой революційну організацію (TMOPO). У 1901 р делчев схвалив кандидатуру Санданські на пост воєводи Серський округу.

### Вбивство Сарафова
Санданський був організатором політичних вбивств Михайла Даєва, а пізніше — Бориса Сарафова і Івана Гарванова. Бориса Сарафова Санданський «засудив до смерті», поклавши на нього відповідальність за провал Ільїнденского повстання. Однак, Сарафов, за своєю вродженою шляхетністю, не повірив у можливість замаху на його життя… Вбивство Сарафова було скоєно 28 листопада 1907 р відомим бойовиком-санданістом Тодором Паніцою, який увійшов в довіру до вбитого. Разом з Сарафовим був убитий другий закордонний представник ВМОРО — Іван Гарванов. Третій — Христо Матов випадково уникнув смерті.

### Балканські війни
У Першу Балканську війну Яне Санданський організував пару з 500 бійців та 30 жовтня 1912 року звільнив місто Мелник.
Як авангард Сьомої піхотної Рильської дивізії близько 300 четників-кавалеристів Яне Санданського вступили в Салоніки, звільнені за два дні до цього грецькою армією, 8 листопада 1912 року.

### Вбивство Санданського
Санданського було вбито 21 квітня 1915 року, в місті Пірин (місцевість Балтата), районною неврокопською четою ВМОРО. Безпосереднім виконавцем рішення Кюстендільского конгресу став Четник Андон Качарков. Похований Санданський на відстані близько 200 м на схід від Роженського монастиря. На надгробній мармуровій плиті були висічені його слова: «Жити — значить — боротися. Раб — за свободу, а вільний — за досконалість.»

## Пам'ять
На честь Яне Санданського названо місто Санданські в Болгарії (колишній Светі-Лікар). У Скоп'є діє Спортивний центр імені Яне Санданськького.